# Melancia
Melancia (Citrullus lanatus) é uma planta da família Cucurbitaceae e também o nome do seu fruto. Trata-se de uma trepadeira rastejante originária da África.

## Etimologia
O substantivo português moderno «melancia» proveio do substantivo português arcaico «balancia» (também grafado «belancia», «melanciga» e «melangiga»), tendo derivado para a sua grafia moderna por influência comparativa com o substantivo «melão». 
Por seu turno, estes dois étimos do português antigo, apesar de já se encontrarem documentados desde do século XVI, têm uma origem árabe um tanto incerta. Sendo certo que há autores que defendem que os substantivos «balancia» e «belancia» possam ser derivados do gentílico do dialeto hispano-árabe falado na época na Andaluzia, balansiyyah, que significa «valenciana; provinda da cidade de Valencia», não há qualquer registo histórico concreto que ateste tal proveniência, real ou apócrifa, do fruto.
Em contraste, o arabista Frederico Corriente, na sua obra «Diccionario de Arabismos y Voces Afines en Iberorromance» sustenta, em vez, que o étimo da palavra «balancia», provavelmente, se tratará de uma corruptela do árabe clássico imlīsī, que significa «de pele lisa», o qual é um termo botânico e hortícola muito comummente usado.

## Origem
Originária das regiões secas, tem um centro de diversificação secundário no sul da Ásia. A domesticação ocorreu na África Central, onde a melancia é cultivada há mais de 5 000 anos. No Egito e no oriente médio é cultivada há mais de 4 000 anos. Na China, a cultura foi introduzida por volta do século X; na Europa, por volta do século XIII; e na América, no século XVI. Foi trazida para o Brasil por negros de origem Banto e Sudanesa no processo de escravidão.

## Características
A planta é rasteira e anual com folhas triangulares e trilobuladas e flores pequenas e amareladas, gerando um fruto arredondado ou alongado, de polpa vermelha, suculenta e doce, com alto teor de água (cerca de 92%) e diâmetro variável entre 25 e 140 cm. A casca é verde e lustrosa, apresentando estrias escuras.
O número do cromossomo é 2n = 22.
A maioria das variedades tem polpa vermelha, mas há também variedades verdes, laranjas, amarelas e brancas e espécies terrestres. As sementes variam em cor (preto, castanho, vermelho, verde, branco), forma e tamanho; as características podem ser usadas para identificar as variedades.

## Valor nutricional
A composição das melancias varia naturalmente, dependendo tanto da variedade e das condições ambientais (solo, clima) como da técnica de cultivo (fertilização, pesticida).
Dados por porção comestível de 100 g:
| Componentes  | Componentes |
| ------------ | ----------- |
| Água         | 90,2 g      |
| Proteínas    | 0,6 g       |
| Gorduras     | 0,2 g       |
| Carboidratos | 8,3 g       |
| Fibras       | 0,2 g       |
| Minerais     | 0,4 g       |

| Minerais | Minerais |
| -------- | -------- |
| Sódio    | 1 mg     |
| Potássio | 115 mg   |
| Magnésio | 9 mg     |
| Cálcio   | 7 mg     |
| Manganês | 35 µg    |
| Ferro    | 225 µg   |
| Cobre    | 30 µg    |
| Zinco    | 85 µg    |
| Fósforo  | 9 mg     |
| Selênio  | 1 μg     |

| Vitaminas                   | Vitaminas |
| --------------------------- | --------- |
| Vitamina A                  | 85 µg     |
| Tiamina (vit. B1)           | 45 µg     |
| Riboflavina (vit. B2)       | 50 µg     |
| Niacina (vit. B3)           | 150 µg    |
| Ácido pantotênico (vit. B5) | 1600 µg   |
| Vitamina B6                 | 70 µg     |
| Ácido fólico                | 5 µg      |
| Vitamina C                  | 6 mg      |

O valor energético é de 152 kJ (=36 kcal) por 100 g de porção comestível.

## Produção mundial
| País                                     | Produção em 2018 (toneladas anuais) |
| ---------------------------------------- | ----------------------------------- |
| China                                    | 62 803 768                          |
| Irão                                     | 4 113 711                           |
| Turquia                                  | 4 031 174                           |
| Índia                                    | 2 520 000                           |
| Brasil                                   | 2 240 796                           |
| Argentina                                | 2 095 757                           |
| Rússia                                   | 1 969 954                           |
| Uzbequistão                              | 1 836 959                           |
| Estados Unidos                           | 1 771 051                           |
| Egito                                    | 1 483 255                           |
| México                                   | 1 472 459                           |
| Cazaquistão                              | 1 248 613                           |
| Vietname                                 | 1 200 104                           |
| Espanha                                  | 1 092 401                           |
| Fonte: Food and Agriculture Organization |                                     |

## Produção no Brasil
Em 2018, o Brasil produziu 2,2 milhões de toneladas de melancia, sendo o 5º maior produtor do mundo. O estado que mais produz é o Rio Grande do Sul (283 mil toneladas), onde o município de Cacequi é conhecido como Capital da Melancia. A maior região produtora de melancia é o Nordeste, que somou 545 mil toneladas em 2016, onde os principais produtores são Bahia e Rio Grande do Norte. O Sul aparece na segunda colocação, com 458 mil toneladas. A Região Norte é a 3ª maior produtora, com 426 mil toneladas, seguida de Centro-oeste e Sudeste, que, juntos produzem 660 mil toneladas. Em 2017, o país exportou quase 74 mil toneladas, no valor de US$ 36 milhões, principalmente para a União Europeia.

## Alergia
Por conter o aminoácido citrulina, deve ser evitado por pessoas que apresentam alergia a esse aminoácido. Também podem ocorrer uma série de problemas gástricos e diuréticos causando a hipertensão aguda, chamada fase de feijão.

## Galeria

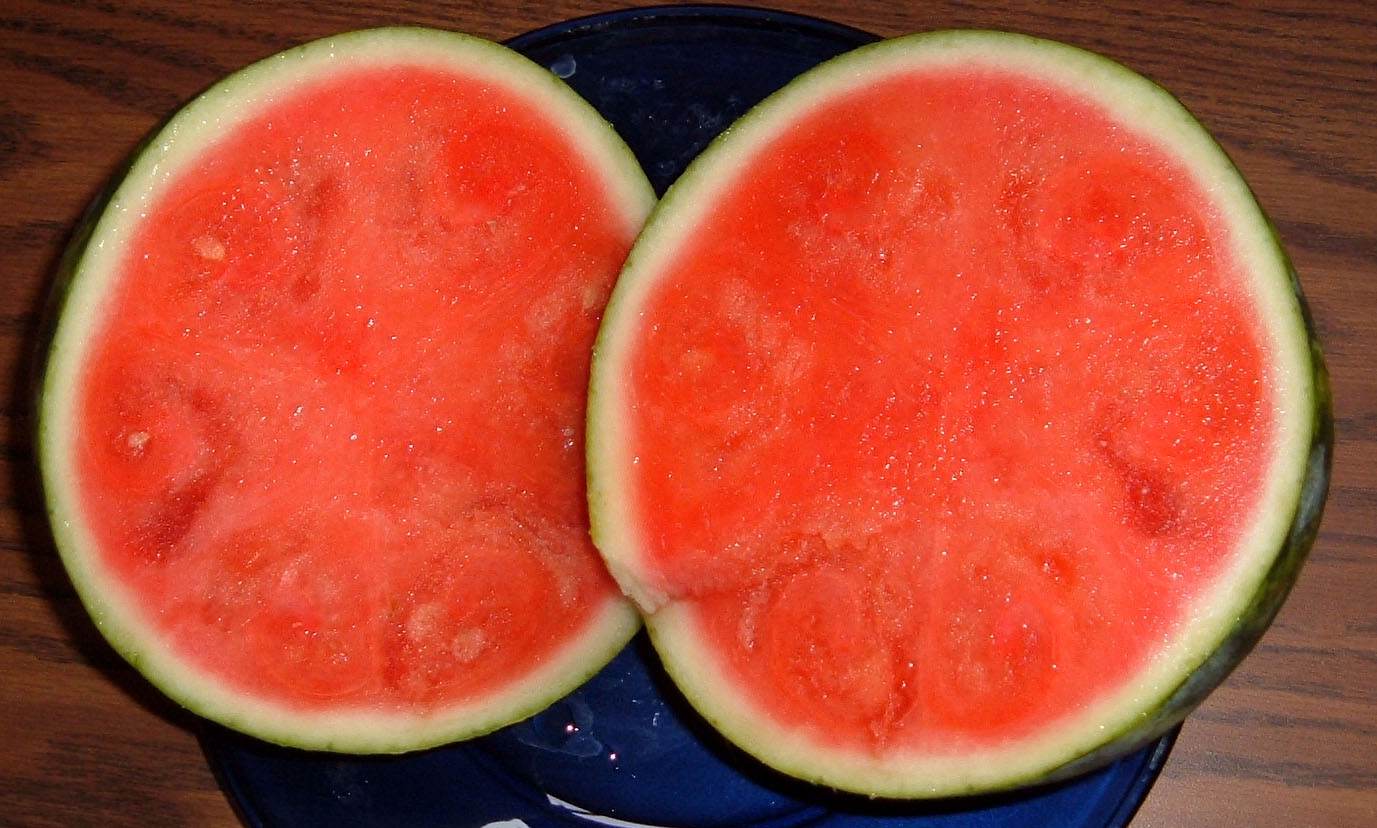
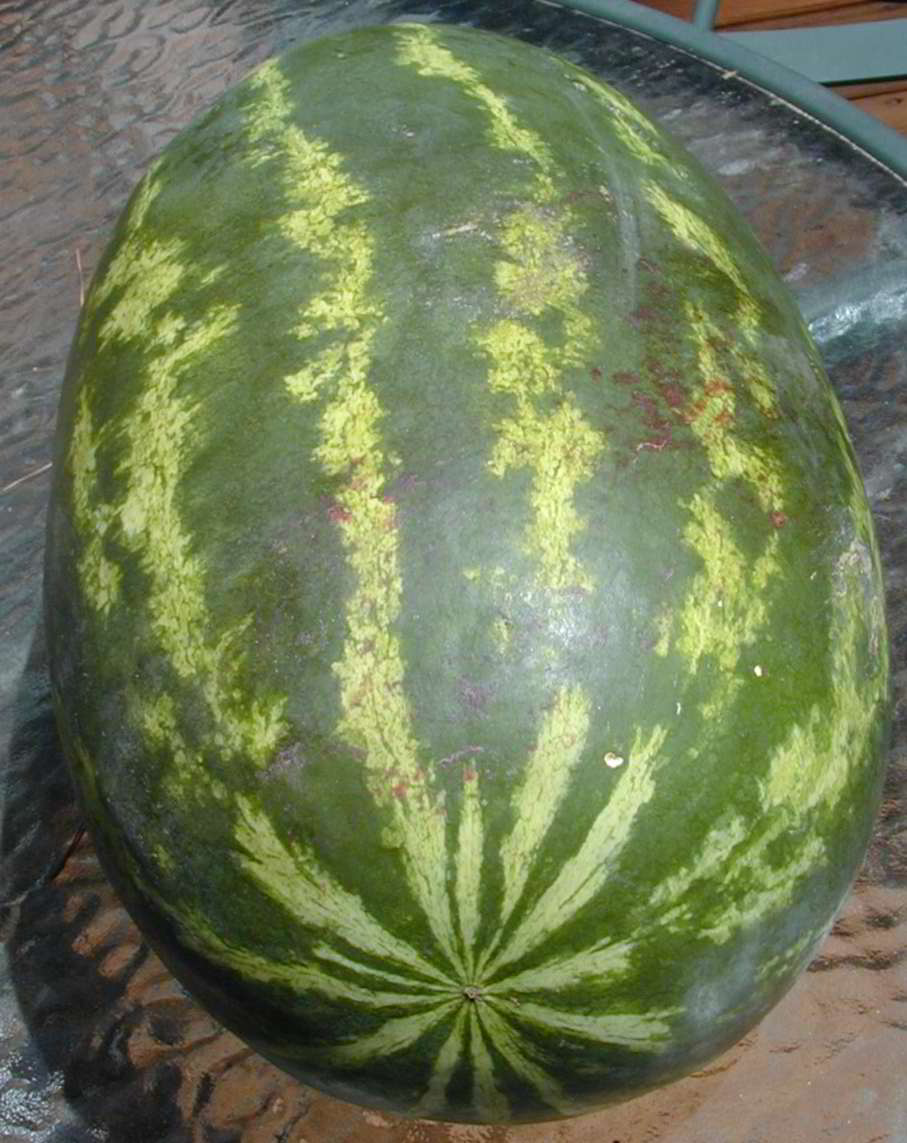
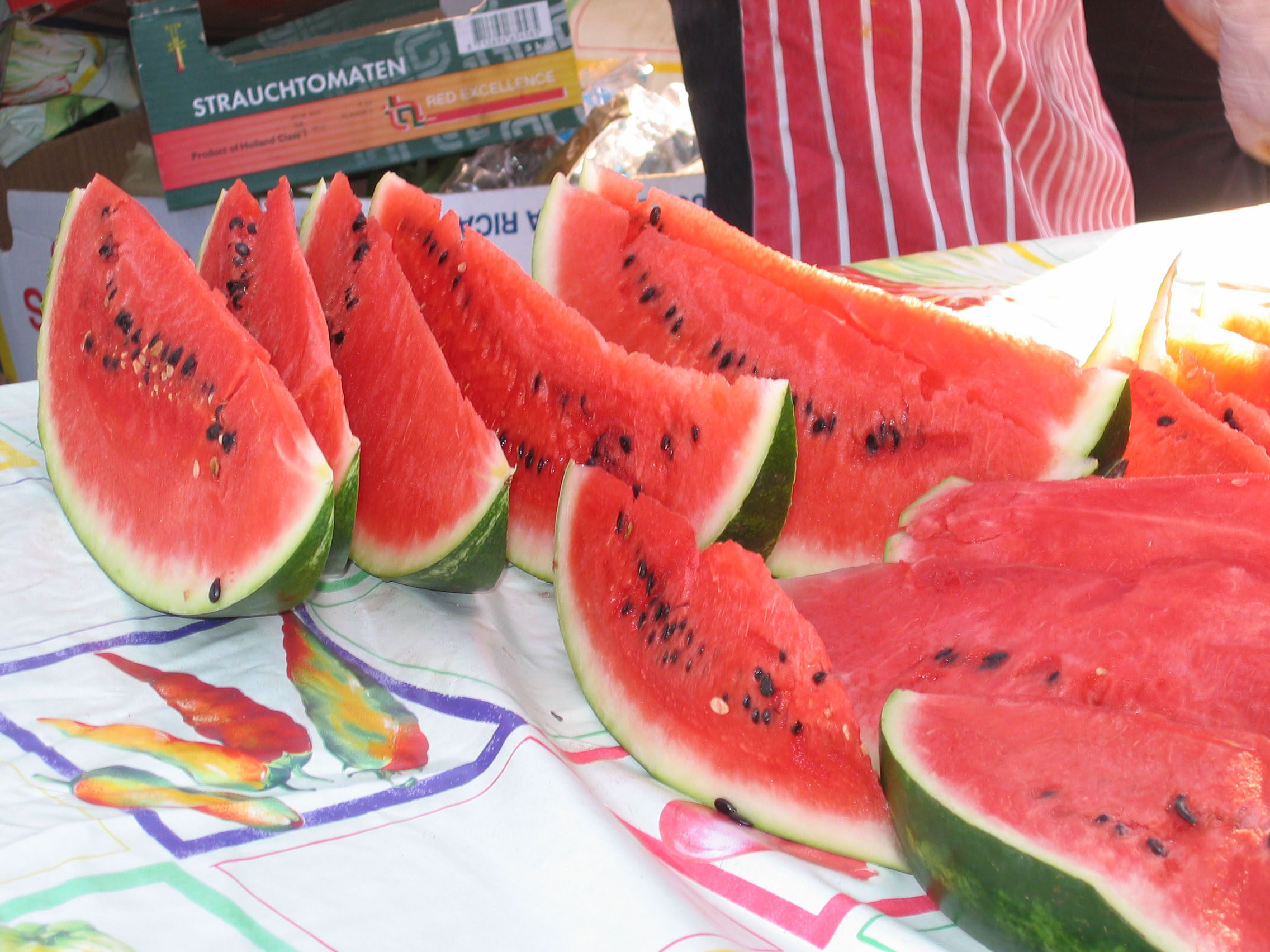
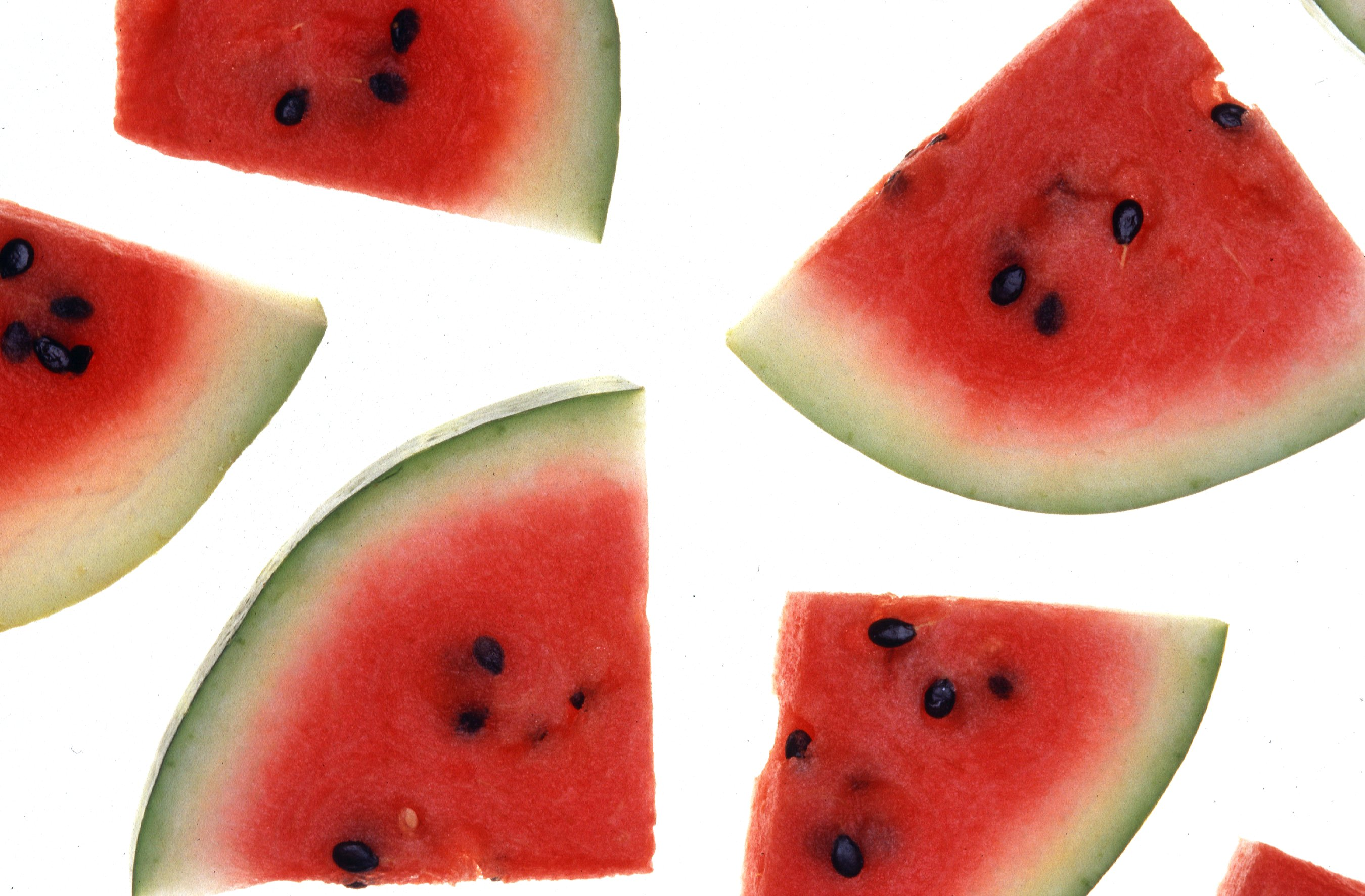
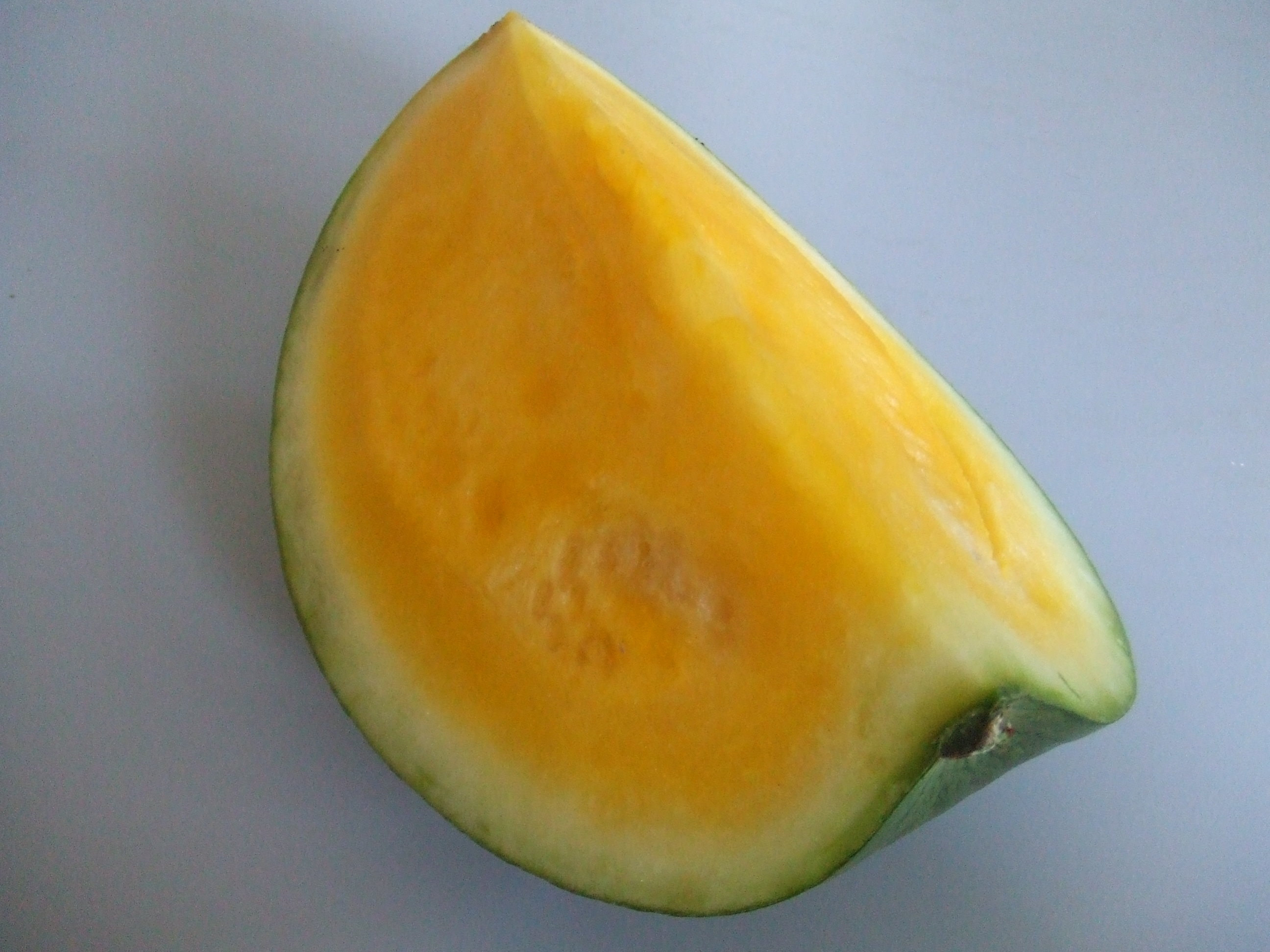
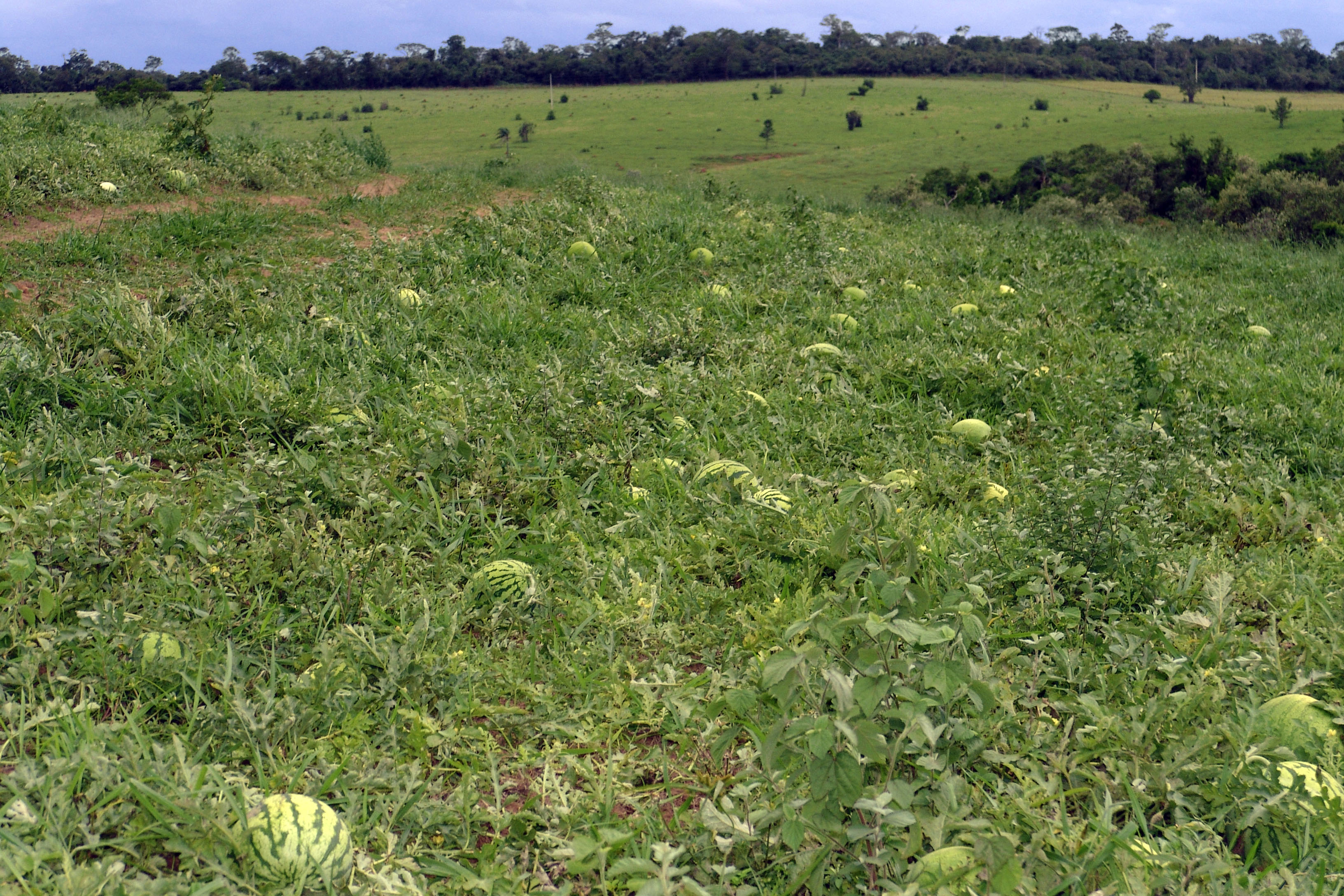
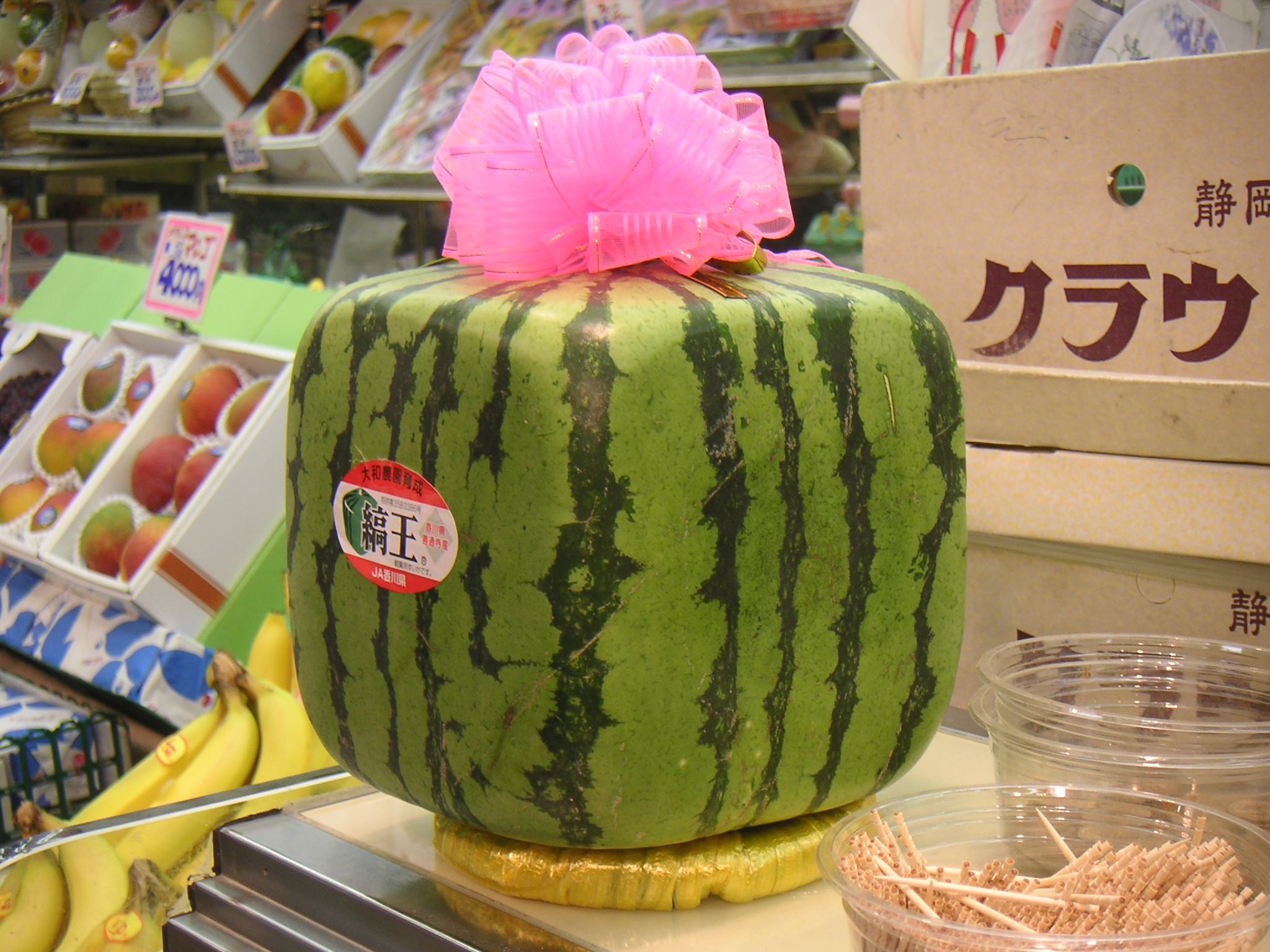
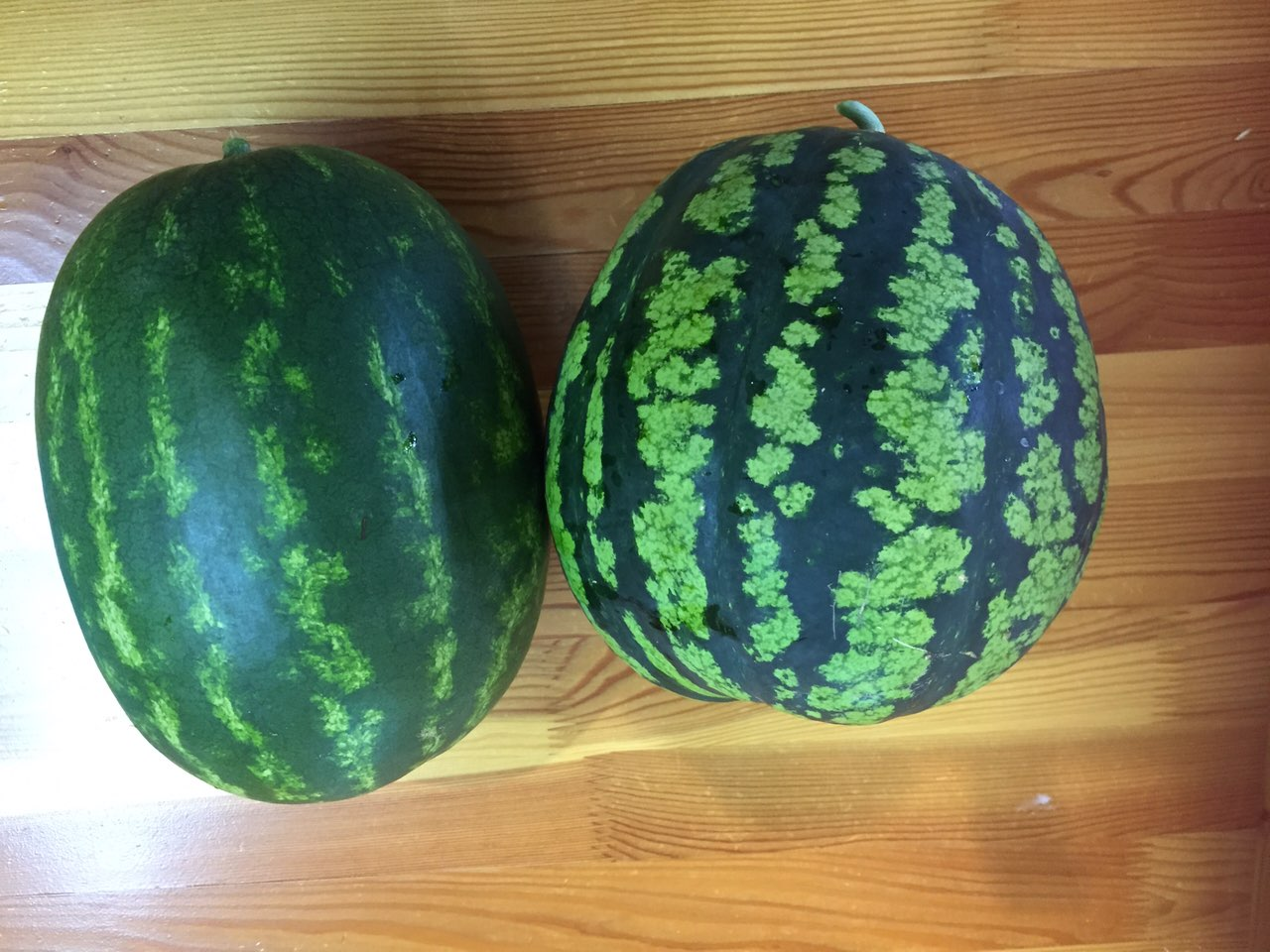